# (9357) Venezuela
(9357) Venezuela es un asteroide que forma parte del cinturón de asteroides y fue descubierto el 11 de enero de 1992 por Orlando Antonio Naranjo desde el Observatorio Astronómico Nacional de Llano del Hato, Mérida, Venezuela.

## Designación y nombre
Venezuela recibió inicialmente la designación de 1992 AT3.
Más adelante, en 2001, se nombró por el estado sudamericano de Venezuela, país de descubrimiento del asteroide.

## Características orbitales
Venezuela orbita a una distancia media del Sol de 2,899 ua, pudiendo acercarse hasta 2,672 ua y alejarse hasta 3,125 ua. Tiene una inclinación orbital de 0,9991 grados y una excentricidad de 0,07823. Emplea 1803 días en completar una órbita alrededor del Sol. El movimiento de Venezuela sobre el fondo estelar es de 0,1997 grados por día.

## Características físicas
La magnitud absoluta de Venezuela es 13,6.